# Gare de Lingwood
La gare de Lingwood est une gare ferroviaire britannique de la Wherry Lines, ligne de Brundall à Great Yarmouth via Acte, située au village de Lingwood dans le comté du Norfolk à l'est de Angleterre.

## Situation ferroviaire
Établie à 27 mètres d'altitude, la gare de Lingwood est située au point kilométrique (PK) 7,78 de la Wherry Lines : ligne de Brundall à Great Yarmouth via Acte, entre les gares de Brundall et d'Acle.